# Konin (Nowy Tomyśl)
Pour les articles homonymes, voir Konin (homonymie).
Konin (prononciation : [ˈkɔnin]) est un village polonais de la gmina de Lwówek dans le powiat de Nowy Tomyśl de la voïvodie de Grande-Pologne dans le centre-ouest de la Pologne.
Il se situe à environ 3 kilomètres au nord de Lwówek (siège de la gmina), à 18 kilomètres au nord de Nowy Tomyśl (siège du powiat) et à 50 kilomètres à l'ouest de Poznań (capitale régionale).

## Histoire
De 1975 à 1998, le village faisait partie du territoire de la voïvodie de Poznań.

Depuis 1999, Konin est situé dans la voïvodie de Grande-Pologne.
Le village possède une population de 517 habitants en 2009.